# Baron Ashcombe

Wappen der Barone Ashcombe

Baron Ashcombe, of Dorking in the County of Surrey and of Bodiam Castle in the County of Sussex, ist ein erblicher britischer Adelstitel in der Peerage of the United Kingdom.
Historische Familiensitz der Barone waren Bodiam Castle in East Sussex, das 1916 verkauft wurde, dann Denbies House in Surrey, das in den 1950er Jahren abgebrochen wurde.

## Verleihung
Der Titel wurde am 22. August 1892 für den konservativen Politiker George Cubitt geschaffen. Dieser war von 1860 bis 1865 und von 1885 bis 1892 Mitglied des House of Commons gewesen.

## Liste der Barone Ashcombe (1892)
- George Cubitt, 1. Baron Ashcombe (1828–1917)
- Henry Cubitt, 2. Baron Ashcombe (1867–1947)
- Roland Cubitt, 3. Baron Ashcombe (1899–1962), Großvater von Queen Camilla
- Henry Cubitt, 4. Baron Ashcombe (1924–2013)
- Mark Cubitt, 5. Baron Ashcombe (* 1964)

Titelerbe (heir apparent) ist der Sohn des jetzigen Barons, Hon. Richard Robin Alexander Cubitt (* 1995).